# Jammie Kirlew
(en) Statistiques sur pro-football-reference
Jammie Kirlew (né le 12 mai 1987 à Orlando) est un joueur américain de football américain. Il joue avec les Storm de Tampa Bay, évoluant en Arena Football League.

## Carrière

### Université
Kirlew fait ses études à l'université de l'Indiana. Lors de sa dernière saison universitaire, il est nommé dans la seconde équipe de la conférence Big Ten de l'année.

### Professionnel
Jammie Kirlew est sélectionné au septième tour du draft de la NFL de 2010 par les Broncos de Denver. Il est libéré par la franchise lors de la pré-saison et il signe peu après avec les Bills de Buffalo qui l'intègrent à l'équipe d'entraînement. Il ne joue aucun match lors de la saison 2010.
Le 9 décembre 2011, il signe avec les Jaguars de Jacksonville avant d'intégrer l'équipe active le 27 décembre. Néanmoins, il ne joue aucun match et est libéré le 27 avril 2012.
Kirlew quitte la NFL pour rejoindre la Ligue canadienne de football, signant avec les Roughriders de la Saskatchewan, le 6 février 2013. Cependant, il est coupé, le 19 avril, sans avoir joué le moindre match avec cette équipe.
Trois jours plus tard, il s'engage avec les Rebels de Berlin, évoluant dans le championnat d'Allemagne de football américain. Kirlew n'y reste qu'une seule saison avant de revenir au pays, s'engageant avec les Storm de Tampa Bay, en Arena Football League.